# Wandervogel

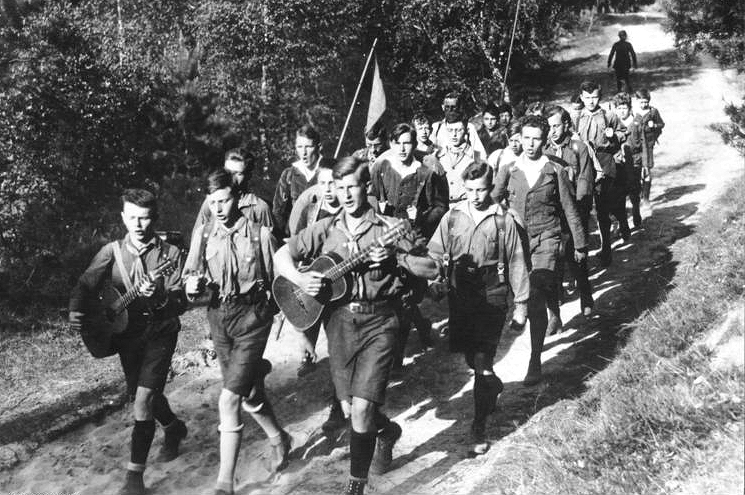
Steglitzer Gruppe, um 1930

Als Wandervogel oder Wandervogelbewegung wird eine 1896 in Steglitz (heute Berlin) entstandene Bewegung hauptsächlich von Schülern und Studenten bürgerlicher Herkunft bezeichnet, die in einer Phase fortschreitender Industrialisierung der Städte und angeregt durch Ideale der Romantik sich von den engen Vorgaben des schulischen und gesellschaftlichen Umfelds lösten, um in freier Natur eine eigene Lebensart zu entwickeln. Damit stellte der Wandervogel den Beginn der Jugendbewegung dar, die auch für Reformpädagogik, Freikörperkultur und Lebensreformbewegung im ersten Drittel des 20. Jahrhunderts wichtige Impulse setzte.
Der Anstoß zu einer auf Dauer angelegten Organisation der Wanderaktivitäten am Gymnasium Steglitz ging von dem ehemaligen Schüler Karl Fischer aus, der 1901 für die Gründung des Wandervogels als Verein sorgte. Wie andere nach ihm prägte Fischer als Führungspersönlichkeit die Aktivitäten der von ihm geleiteten Gruppierung. Mit dem Anwachsen der Bewegung, die sich binnen weniger Jahre über den ganzen deutschsprachigen Raum ausbreitete, kam es oft zu abweichenden Leitvorstellungen und Schwerpunktsetzungen, die zu vielfältigen Abspaltungen und Neugründungen führten. Umstritten waren beispielsweise Fragen der Mädchenbeteiligung und der Alkoholabstinenz.
Gegenüber Versuchen der politischen Einflussnahme und Vereinnahmung suchten die Wandervogel-Verantwortlichen meist Neutralität zu wahren. So fand der Erste Freideutsche Jugendtag auf dem Hohen Meißner im Oktober 1913, für den der Wandervogel den Boden bereitet hatte, offiziell ohne seine Beteiligung statt. Der Erste Weltkrieg schuf neue Verhältnisse auch für die Jugendbewegung und den Wandervogel. Den entscheidenden Einschnitt bildete aber erst die nationalsozialistische Auflösung bzw. Zwangseingliederung der Jugendbünde in die Hitlerjugend. Die nach dem Zweiten Weltkrieg gegründeten Nachfolgeorganisationen sind dem Erbe des Wandervogels verbunden.

## Das Vorspiel – Die Phase Hermann Hoffmann (1896–1900)
Vor der Gründung des Wandervogels als Verein gab es eine Auftaktphase, die wesentlich im Zeichen Hermann Hoffmanns (1875–1955) stand. Dessen Wanderaktivität war ausgelöst worden durch ein Schulerlebnis als Fünfzehnjähriger 1890 in Magdeburg. Die in sommerlicher Wärme dösende Klasse, befasst mit einem Lesestück „Hoch auf das Wandern“, wurde durch einen Schlag ihres Deutschlehrers Edmund Sträter (1858–1939) auf das Pult aus der Schlafmützigkeit gerissen und eindringlich darüber ins Bild gesetzt, wie Sträter selbst und seine Altersgenossen in ihrer Jugend die Groschen angespart hatten, um zu Pfingsten oder in den großen Ferien Wandertouren zu unternehmen. Hoffmann hielt dazu in einem Manuskript „Aus der Frühzeit des Wandervogels“ fest:

„Das packte! Wenigstens einige von uns. In den nächsten Sommerferien wanderte ich mit meinem jüngeren Bruder und einem Klassenkameraden zum Magdeburger Tor hinaus, den Tornister auf dem Rücken – die Zeit der Rucksäcke war für Norddeutschland noch nicht gekommen –, wanderte in Tagesmärschen von vierzig Kilometern zum Harz, im Zickzack durch diesen und nach achtzehn Tagen heimwärts durch das gleiche Tor.“

Nach dem Abitur 1894 ließ sich Hoffmann in Berlin für Philologie (orientalische Sprachen) und Rechtswissenschaften immatrikulieren und gab unter anderem am Gymnasium Steglitz ab 1895/96 halbjährige Stenographiekurse für die Schüler. Er selbst berichtete, dass ihn gelegentlich Kursteilnehmer in seiner Studentenwohnung besuchten, unter ihnen auch Karl Fischer. Bei gemeinsamem Stöbern in seinen Büchern stieß man auf Hoffmanns Wanderbeschreibungen, und sogleich hieß es: „Das müssen Sie auch mit uns machen!“
Daraufhin folgten erste Fahrten: 1896 eine eintägige „Testwanderung“ in den Grunewald, im Sommer zwei Tage in die Teupitzer Gegend, 1897 bereits eine zweiwöchige „Fahrt“ in den Harz mit 15 Teilnehmern, 1898 eine vierwöchige Fahrt von Thüringen über den Spessart bis nach Köln mit 11 Teilnehmern und schließlich 1899 die vierwöchige „Böhmerwaldfahrt“, die durch Blühers Chronik bekannt wurde und die dadurch eine große Bedeutung erlangte, dass die Teilnehmer dieser Fahrt später maßgeblichen Einfluss auf die Entwicklung des Wandervogels nahmen. Hoffmann galt als jemand, der nichts dem Zufall überließ.
Bereits früh gab es Satzungen, welche die Unterordnung unter die Führer regelte. Hoffmann nannte sich „Oberhäuptling“, bei großen Fahrten hatte er zwei „Häuptlinge“ unter sich, die ihn unterstützten. Bei der Böhmerwaldfahrt waren dies sein Bruder Ernst und Karl Fischer, der später noch besondere Bedeutung für die Entwicklung des Wandervogel-Vereins erlangen sollte. Schon in der Vorphase ordnete sich die Hierarchie der Gruppen nach Erfahrung. Erprobte Wanderer wurden „Wanderburschen“, Anfänger „Wanderfüchse“ genannt. Die Wandergruppen hießen „Herden“. Zu dieser Zeit gab es noch keine Wanderausrüstung: Getragen wurden das Schulzeug und die Schülermütze, dazu Regenschirme gegen Regen, Sonne und Wind.
Am Ende des Jahres 1900 ernannte Hoffmann Karl Fischer zu seinem Nachfolger. Er selbst folgte einem Ruf nach Konstantinopel und begann dort eine Diplomatenkarriere. Zuvor legte er Fischer in der sogenannten „Fichtebergabrede“ am Paulsendenkmal in Steglitz nahe, diese Art des Jugendwanderns über Steglitz hinaus unter der deutschen Jugend zu verbreiten.
Die Erfolgschancen einer solchen in die Breite zielenden Jugendbewegung waren, folgt man dem Philosophen und Literaturwissenschaftler Rüdiger Safranski, wesentlich einem erneuerten Begriff von „Leben“ zuzuschreiben, wie er insbesondere auf Nietzsche zurückging:

„‚Leben‘ bedeutete die Einheit von Leib und Seele, Dynamik, Kreativität. Es wiederholte sich der Protest von Sturm und Drang und Romantik. Damals war ‚Natur‘ beziehungsweise ‚Geist‘ die Kampfparole gegen Rationalismus und Materialismus gewesen. Der Begriff ‚Leben‘ hat jetzt dieselbe Funktion. ‚Leben‘ ist Gestaltenfülle, Erfindungsreichtum, ein Ozean der Möglichkeiten, so unabsehbar, so abenteuerlich, daß wir kein Jenseits mehr brauchen. Das Diesseits bietet uns genug. Leben ist Aufbruch zu fernen Ufern und doch zugleich das ganz Nahe, die eigene gestaltfordernde Lebendigkeit. ‚Leben‘ wird zur Losung der Jugendbewegung, des Jugendstils, der Neuromantik, der Reformpädagogik.“

## Die Wandervogel-Vereinsgründung: Der Ausschuß für Schülerfahrten e. V. (1901–1904)
Hoffmanns Schüler Karl Fischer war von den gemachten Erfahrungen so begeistert, dass er beschloss, eine Wanderorganisation für Jugendliche aufzubauen. Am 4. November 1901 wurde im Ratskeller des Steglitzer Rathauses der „Wandervogel – Ausschuß für Schülerfahrten e. V.“ (AfS) gegründet, um den Wandergruppen eine gegenüber Schule und Elternhäusern vorzeigbare juristische Form zu geben. Dabei halfen Fischer einige mit seinem Vorhaben Sympathisierende aus dem Umkreis der Steglitzer Honoratioren. Die Gründungsmitglieder waren die Schriftsteller Wolfgang Kirchbach, Heinrich Sohnrey, Heinrich Hagedorn und Hermann Müller-Bohn sowie der Arzt Anatol Hentzelt. Heinrich Sohnrey wurde zum Vorsitzenden gewählt und verfasste zusammen mit Karl Fischer die spätere Satzung des Vereins. Anwesend waren auch einige Schüler: Bruno Thiede, Wolfgang Meyen, der „Wandervogel“ als Vereinsnamen vorschlug, Siegfried Copalle und Karl Fischer sowie der Sohn Kirchbachs. Die Initiative zur Vereinsgründung soll jedoch eher auf Wolfgang Kirchbach zurückgehen.
Siehe auch: Jugendbewegung: Die Wandervogel-Ära (1896–1913)

### Ursprung des Namens
Die Bezeichnung „Wandervogel“ für die Wanderbewegung wurde 1901 auf Vorschlag von Wolfgang Meyen gewählt. Nach Auskunft seines Vetters Albrecht Meyen stammt der Begriff aus einem Gedicht Otto Roquettes (1824–1896) aus Waldmeisters Brautfahrt – Ein Rhein-, Wein- und Wandermärchen von 1851, das in der Steglitzer Wandervogel-Gruppe als Lied gesungen wurde. Darin wird der Begriff Wandervogel zum ersten Mal auf Personen angewendet:
Ihr Wandervögel in der Luft,
im Ätherglanz, im Sonnenduft
in blauen Himmelswellen,
euch grüß’ ich als Gesellen!
Ein Wandervogel bin ich auch
mich trägt ein frischer Lebenshauch,
und meines Sanges Gabe
ist meine liebste Habe.
Eine andere Deutung führt die Herkunft auf Walt Whitmans Gedichtsammlung Grashalme (1855) zurück, deren Buch XVII den Titel Birds of Passage = Wandervögel trägt. Johannes Schlaf überschrieb 1907 in seiner Auswahlübersetzung für Reclam den zweiten Gesang, den Gesang der Pioniere, mit Wandervögel:
Alle Pulse dieser Erde
Fallen ein und schlagen mit uns, schlagen mit des Westen Vormarsch;
Einzeln und allzusammen; immer vorwärts, alles für uns!
Pioniere! Pioniere!
Diese Ableitung gilt jedoch als unwahrscheinlich. Auch spielte Whitman allenfalls auf dem eher linken Flügel der „Freideutschen Jugend“ eine Rolle. 1921 wurden Gedichte Whitmans in der Schlafschen Übersetzung auf der Titelseite der Zeitschrift Freideutsche Jugend abgedruckt.
Eine dritte Herleitung verweist auf einen Grabstein auf dem evangelischen St.-Annen-Kirchhof in Berlin-Dahlem. Er schmückt das Grab von Kaethe Branco († 1877), einer früh verstorbenen Tochter Hermann von Helmholtz’. Die Grabinschrift, ein Gedicht von Max Jähns (1837–1900), einem Freund der Familie Helmholtz, lautet:
Wer hat euch Wandervögeln
Die Wissenschaft geschenkt,
Daß ihr auf Land und Meeren
Nie falsch den Flügel lenkt?
Daß ihr die alte Palme
Im Süden wieder wählt,
Daß ihr die alten Linden
Im Norden nicht verfehlt?

### „Oberbachant“ Karl Fischer
Karl Fischer bekam als selbstständiger Geschäftsführer durch die Vereinssatzung umfassende Autorität zugestanden. Er konnte nach § 7 der Satzung Ergänzungsbestimmungen erlassen und hatte lediglich die Pflicht, dem Vereinsausschuss einmal im Monat Bericht zu erstatten. Der Ausschuss selbst übte Zurückhaltung und fungierte hauptsächlich als „Schutzschild gegen die Öffentlichkeit“. Nach dem Schriftsteller Hans Blüher handelte es sich um die denkbar loseste Organisation, die nichts weiter zu tun hatte, als „zu schützen, zu vertreten und Geld zu zahlen“. Wohl wurden gelegentlich „ein paar gute Ratschläge“ erteilt. Auch Wolfgang Kirchbach aber habe berücksichtigt, dass die Jugendlichen am liebsten unter sich blieben, und habe ihnen diesen begrenzten erziehungsfreien Raum gegönnt.
Als romantisches Vorbild seiner Wanderorganisation diente Fischer das Ideal der fahrenden Schüler aus dem Mittelalter. Aus den Wanderfüchsen und Burschen wurden „Scholaren“, die Wanderführer nannte er „Bachanten“ (abgeleitet von „Vagant“). Er selber ernannte sich zum „Oberbachanten“ und beanspruchte eine unangefochtene Führungsrolle. Wer als Neuling aufgenommen wurde und mitwandern durfte, entschied er. Eine Voraussetzung war die Ablegung eines Treuegelöbnisses vor Fischer. Insgesamt entwickelte sich erst unter Fischer ein gemeinsamer Stil. Man hatte einen gruppeninternen Erkennungspfiff, grüßte sich fortan mit „Heil!“ und sang bevorzugt Volks- und Marschlieder. Zudem entwickelte man eine besondere Tracht, um nicht für Landstreicher gehalten zu werden.

### Ein spezifischer Wandervogel-Habitus
In ihrer Wanderkluft und in der Art, sich auf Fahrten zu geben, orientierten sich die Wandervögel anfänglich vielfach an den ebenfalls oft zu Fuß sich fortbewegenden „Kunden“ und fahrenden Handwerksburschen. Die auf ihre Weise außerhalb der bürgerlichen Gesellschaft sich durchschlagenden Kunden faszinierten insbesondere Wolf Meyen, der ihre Sprache und ihre Bräuche übernahm und in der Wandervogelbewegung popularisierte:

„Jene Kerle, die vom Sonnenbrande halb blödsinnig geworden waren mit wankenden Knien von Flohstichen blutentsaugt, die liebte er und machte gerne ihre Gebärden nach und schnappte ihre Weisheiten auf. Das wirkte auf die anderen und so pflanzte es sich fort. Es kam zu einer Art Bastardisierung. Der Wandervogel von echtem romantischem Blute ist eine Mischung aus einem deutschen Schüler, einem Kunden und einem fahrenden Scholasten aus dem Mittelalter. […] Ein brauner dreckiger Kerl mit einem Schlapphut, ein paar grün-rot-goldenen Bändern irgendwo, den Rucksack auf dem Buckel, draußen einen rußigen Kochtopf und auf der Schulter eine Guitarre, – dieses Bild ging nie verloren, und wenn so ein Bengel des Mittags am See stand, das ausgebrannte Feuer hinter sich, die krumme Tabakspfeife zwischen den Zähnen und trotzig die Schultern emporgereckt, so war es, als ob die Natur ihr Versöhnungsdenkmal schmückt.“

### Vereinsstabilisierung und Zerwürfnis
Der Lehrer Ludwig Gurlitt, der dem Ausschuss für Schülerfahrten 1902 beitrat, erreichte 1903 sogar die behördliche Anerkennung des Vereins durch das preußische Kultusministerium. Damit wurde der AfS der erste außerschulische Schülerverein, der aber offiziell als Verein Erwachsener auftreten musste. Dies war notwendig, weil es nach preußischem Recht Schülern verboten war, Mitglied in außerschulischen Vereinen zu werden. Diese Tatsachen und Fischers Werbung führten zu einer Expansion des AfS. 1903 sind für die 13 Fahrten und 103 Wandertage insgesamt 250 Teilnehmer, sogenannte „Eingetragene“, registriert. Vier weitere Ortsgruppen gründeten sich in der Zeit von 1901 bis 1904 in Lüneburg, Posen, München und Rawitsch.
Dennoch kam es 1904 zum Zerwürfnis der Bachanten Siegfried Copalle, Bruno Thiede und Richard Weber mit ihrem Oberbachanten Fischer. Nach einem von Hans Blüher ausgelösten Eklat auf einer Wanderung unter Copalles Leitung und einer im März 1904 unter Ablehnung Fischers, aber mit Zustimmung des Vorstandes angesetzten Osterfahrt trat Fischer vom Posten des Oberbachanten zurück. Der AfS zerbrach in zwei Vereine, zum einen den „Wandervogel – eingetragener Verein zu Steglitz“ (Steglitzer e. V.), um den sich die Gegner Fischers scharten, und zum anderen den „Alt-Wandervogel“ (AWV), der Fischers Vorstellungen übernahm. Die Sitzung zur Auflösung des AfS fand am 29. Juni 1904 statt und markiert den Anfangspunkt für die dritte Phase der Wandervogelgeschichte.

## Spaltung und Expansion (1904–1911)
Die dritte Phase des Wandervogels ist dadurch gekennzeichnet, dass mehrere Wandervogelvereine mit unterschiedlichen Programmen und Strukturen parallel existierten.

### Der Wandervogel – eingetragener Verein zu Steglitz (1904–1912)
Der Steglitzer e. V. blieb im Gegensatz zum AWV immer ein lokaler Verein, und von den größeren Bünden war er stets der kleinste. Im Dezember 1912 hatte er nur 715 „Eingetragene“ (darunter 216 junge Frauen) und 414 erwachsene Mitglieder. Fast alle Mitglieder des AfS, vor allem aber die Honoratioren, wechselten in den Steglitzer e. V. Dieser konstituierte sich unmittelbar nach der Auflösung des AfS am 29. Juni 1904. Ludwig Gurlitt wurde Vorsitzender für die nächsten drei Jahre; Heinrich Sohnrey übernahm nach ihm das Amt. Als Grund für Fischers Cäsarismus machte man weniger seine Person als die Satzung des AfS verantwortlich. So hieß es in einer Stellungnahme der neu herausgegebenen Zeitschrift des Vereins im September 1904:

„Die ganze Organisation war so sehr auf die eine Person des Oberbachanten zugeschnitten, daß mit dieser einen Person das Ganze stand und fiel […]. Der grundsätzliche Fehler, der bei der Einsetzung des Ausschusses gemacht wurde, bestand nun darin, daß ihm durch die Satzung, die der Organisation zugrunde gelegt wurde, nicht diejenigen Rechte und derjenige Einfluß gesichert wurden, die ihm seiner Bedeutung wegen zukamen.“

Man schaffte das Amt des Oberbachanten ab und setzte stattdessen ein siebenköpfiges Führerkollegium ein, in dem anfangs Copalle, Thiede, Weber und deren Schulkameraden Richard Schumann, Lothar Lück, Sohn des Direktors des Steglitzer Gymnasiums, sowie Rudolf Hartmann und Günter Wendland saßen. Der Geschäftsleiter wechselte nun vierteljährlich. Als Vermittler zwischen Vereinsvorstand und Führerkollegium wurde ein „Obmann“ eingeführt. Fast durchgängig Obmann des Steglitzer e. V. und zugleich auch lange Zeit Schatzmeister war Heinrich Albrecht. Führerkollegiumssitzungen hießen „Konvente“. Die Begriffe Scholar und Bachant wurden fallen gelassen. Stattdessen hieß es „Schüler“ und „Führer“ bzw. „Hilfsführer“. Studenten waren als Führer bevorzugt. Statt des „Klotzens“ als Wanderstil, wie es Fischer von Copalle vorgeworfen wurde, war besinnendes Erleben der Natur durch ruhiges Wandern angedacht. Der Führer sollte dabei die Aufgabe des Dolmetschers zwischen Natur und Wandergesellschaft übernehmen.

### Der Alt-Wandervogel e. V. (1904–1926)
Der Alt-Wandervogel wurde später als der Steglitzer e. V. konstituiert. Eine Neugründung fand nie statt, die Vereinssatzung des AfS blieb bewusst als Zeichen erhalten, als sich am Ende des Jahres die Befürworter von Fischers Stil um diesen scharten, um den „alten Wandervogel“ wieder aufzubauen. Wolfgang Kirchbach war einer der wenigen Honoratioren, die sich dem AWV anschlossen. Der AWV ist derjenige Wandervogelbund, der die größte Ausbreitung im Deutschen Reich erreichte und von dem sich am häufigsten kleinere Gruppen abspalteten. Die Namensgebung fällt auf Ende Oktober 1904 zurück. Fischer war zuvor nach Halle umgezogen, um dort einem Jura- und Sinologiestudium nachzugehen. Hier entstand die neue Zentralstelle des AWV, in der Fischer nunmehr „Groß-Bachant“ genannt wurde. Fischer regte zugleich mit Kirchbach die Etablierung eines „Ehren- und Freundesrates“ (Eufrat) an, dessen Gründung die befreundeten Eltern unter der Leitung Kirchbachs am 18. November 1904 zustimmten.
Auch hier zeigte Fischer wieder starkes Engagement, um neue Mitglieder und Freunde für den AWV zu werben. Zu seiner Unterstützung ernannte er Hans Breuer, Wolfgang Meyen und Ernst Anklam zu „Oberbachanten“. Mit vermehrten Neugründungen im gesamten Kaiserreich erlebte der AWV eine starke Ausbreitung. Von 681 eingetragenen Schülern im Jahre 1905 stieg die Zahl bis 1908 auf 2076 Eingetragene in 44 Ortsgruppen. 1912 hatte der AWV rund 15.000 „Eingetragene“ in etwa 300 Ortsgruppen.
Der autoritäre Führungsstil Fischers mit der Zentralisierung des AWV auf seine Person geriet schnell erneut zu einem Problem. Der Rittergutsbesitzer Wilhelm Jansen aus Friemen, seit 1905 Oberbachant im AWV, überzeugte Fischer schließlich vom Rücktritt. Am 1. Januar 1906 trat er zurück, wenig später folgte auch Wolfgang Kirchbach und gab seinen Vorsitz beim Eufrat auf. Nur kurz übernahm Jansen selbst das Amt des Großbachanten, da es bereits am 4. April 1906 zu einer Generalversammlung des Eufrat kam, wo eine neue Satzung erlassen wurde. Das autokratische System Fischers ersetzte man durch eines, das dem Steglitzer e. V. nicht unähnlich war. Ein fünfköpfiges Führerkollegium erhielt die Bundesleitung des AWV. Als zweites wichtiges Organ trat das Kollegium zum Eufrat hinzu. Jansen wurde Vorstandsvorsitzender des Eufrat, Ernst Semmelroth am 18. Mai 1906 Vorsitzender der Bundesleitung. Alle mittelalterlichen Bezeichnungen entfielen. Aus Bachanten wurden wieder Führer etc. Da das auch für Karl Fischer galt und eine von ihm angemeldete Fahrt von der Bundesleitung nicht genehmigt wurde, trat dieser entmachtet im August 1906 aus dem AWV aus und ging wenig später in den militärischen Dienst, der ihn bis nach Kiautschou in das Kaiserreich China führte.
In einem durch die Harden-Eulenburg-Affäre aufgeladenen öffentlichen Klima entzündete sich im Wandervogel an Wilhelm Jansen die erste offene Auseinandersetzung um Homosexualität, da er zu manchen der jugendlichen Wandervögel auch erotische Beziehungen unterhielt und zu dem ebenfalls in der Wandervogelführung tätigen Willie Jahn „eine zumindest liebesähnliche Beziehung“ hatte. Jansen gehörte 1903 zu den Gründern des Vereins Gemeinschaft der Eigenen, der die Homosexuellen-Zeitschrift Der Eigene unterstützen sollte, und war 1905 zum Wandervogel durch Vermittlung von Hans Blüher gestoßen, der später das Buch Die Wandervogelbewegung als erotisches Phänomen verfasste. Jansen musste 1908 seine Ämter niederlegen und wurde nach neuerlicher Thematisierung seiner sexuellen Neigungen 1910 aus der Organisation ausgeschlossen.
Vom AWV spalteten sich zwei Gruppierungen ab, die sich selbst zu größeren Wandervogelbünden entwickelten, zum einen der „Wandervogel, Bund für Jugendwanderungen“ (DB) und zum anderen der „Jung-Wandervogel“ (JWV) mit Wilhelm Jansen. Nach der Neugründung wandte sich Jansen in einem Manifest an die Eltern der Jugendlichen im AWV, in dem es unter anderem hieß, sie würden sich daran gewöhnen müssen, sogenannte Homosexuelle in ihren Reihen zu haben, solange sich diese gegen die Jungen einwandfrei verhielten. „Ihr Eltern habt in dem ganzen Kampfe, in dem Eure Söhne mehr Schaden, als Nutzen davongetragen haben, teilweise leider eine auffallende Teilnahmslosigkeit gezeigt. Es ist an der Zeit, wirklich einmal sich selbst darum zu kümmern, wie unter dem Deckmantel empörter Sittlichkeit in Wahrheit auf Eure Söhne eingewirkt worden ist, endlich einmal nötig, Nutzen und Schaden parteilos abzuwägen und ohne die Brille der Heuchelei, hinter der selbstische Interessen stecken, die Dinge zu sehen, wie sie sind.“ Die Behandlung des Themas in der Öffentlichkeit und innerhalb der Organisation habe unter den Jugendlichen Hass, Undankbarkeit und für sie schädliche Aufklärung bewirkt.

### Wandervogel, Deutscher Bund für Jugendwanderungen (1907–1911/13)
1907 trat die gesamte Jenaer Ortsgruppe aus dem AWV aus, da die Bundesleitung den Antrag nach Abstinenz von Alkohol und Nikotin auf den Fahrten abwies. Der Leiter dieser Ortsgruppe, der Ingenieur und Lehrer Ferdinand Vetter, hatte einen entsprechenden Antrag am 3. Januar 1907 gestellt. Zusammen mit dem Marburger Studenten Wilhelm Erhardt gründete er daher am 20. Januar den Wandervogel, Deutscher Bund für Jugendwanderungen (DB).
Zunächst hatte der DB nur 42 „Eingetragene“, also Schüler, die in den Listen des Wandervogels registriert waren. Zum Jahresende umfasste er bereits 16 Ortsgruppen (ca. 170 Eingetragene). Auf dem ersten Bundestag des DB vom 6. bis 8. April wurde der Lehrer Kurt Haehnel zum Bundesleiter und Vetter zum Schatzmeister gewählt. Viele Mitglieder anderer Wandervogelvereine schlossen sich dem DB an, darunter befanden sich auch Ludwig Gurlitt, Frank Fischer, Hans Lißner und Hans Breuer. Breuer wurde 1909 zum Bundesleiter gewählt. Während er in Heidelberg sein Medizinstudium mit dem Prädikat „summa cum laude“ abschloss, avancierte er zusammen mit seinem Freund Lißner zum neuen geistigen Führer der gesamten Bewegung. So gab er unter anderem den „Zupfgeigenhansl“ heraus, eine Sammlung von Volksliedern, die er vermutlich aus den Beständen der Universitätsbibliothek von Heidelberg und aus den Einsendungen engagierter Wandervögel zusammengestellt hatte.
Die Programmatik des DB wich in vielen Punkten von den anderen Bünden ab. Sie folgte einem scharfen Abstinenzgebot und trat entschieden für das gemischte Wandern von Jungen und Mädchen ein. Weiterhin verfolgte sie den Wunsch, das Wandern auf alle „Stände“ hin auszudehnen. Durch die starke Dezentralisierung des DB zugunsten der einzelnen Ortsgruppen unterschied er sich auch strukturell erheblich von den anderen Bünden. Die Ortsgruppen besaßen das Recht auf Selbstbestimmung und Selbstverwaltung im Rahmen der Bundessatzung. Zuletzt gab er sich das Ziel, die Einheit der gesamten Bewegung wiederherzustellen. Der DB hatte Ende 1911 in 210 Ortsgruppen 8.138 eingetragene Schüler.

### Der Jung-Wandervogel (1910–1916)
Eine zweite große Abspaltung vom AWV erfolgte Ende November 1910. Unter der Leitung von Wilhelm Jansen und Willie Jahn löste sich die Hamburger Gruppe auf und gründete den Jung-Wandervogel (siehe oben). Er entstand aus einer Diskussion über den Einfluss der Älteren und das Eindringen dieser in die „Wandervogelwelt“. Mit der Devise „Weg mit den Oberlehrern!“ löste man sich vom „unjugendlichen“ AWV, der von Lehrern dominiert zu sein schien. Der JWV besaß, wie der DB, eine föderale Struktur. Ortsgruppen konnten „sich nicht direkt dem Bunde anschließen“, sondern mussten einem Kreis angehören. Weiterhin versuchte der JWV erfolgreich, die Ortsgruppen unter 40 „Eingetragenen“ zu halten. So hatte der JWV 3.700 Schüler in 112 Ortsgruppen organisiert, was einer Ortsgruppengröße von durchschnittlich 33 Schülern entsprach.

## Ein gemeinsamer Bund in den Vorkriegsjahren, der „Wandervogel e. V.“
Ausgehend von einer Initiative des DB unter Hans Lißner und Hans Breuer kam es vom 14. bis 16. Mai 1910 zur „Sachsenburger Pfingsttagung“, an der auch Vertreter des AWV und Steglitzer e. V. teilnahmen. Auf dieser forderte Breuer den Zusammenschluss der Wandervogelbünde. Beim Steglitzer e. V. löste das bevorstehende Treffen eine Krise zwischen dem Vorstand und dem Führerkollegium aus, da der Vorstand einer Vereinigung eher skeptisch gegenüberstand. Albrecht trat von seinen Ämtern als Obmann und Schatzmeister zurück; Conradin Brinkmann wurde sein Nachfolger.
Auch der Vorstand des AWV hatte eine ablehnende Haltung gegenüber den Einigungsbestrebungen eingenommen und wusste einen großen Teil der Führerschaft hinter sich. Beide Vereine, sowohl der AWV als auch der Steglitzer e. V., fürchteten eine Vereinnahmung durch den DB. Dennoch nahmen etwa 500 Wandervögel an dem Treffen teil, darunter auch 100 Führer. Aus diesem Kreis wurden sieben Vertreter in einen Ausschuss gewählt, der die Einigungsbestrebungen vorantreiben sollte. Am 8. Januar 1911 gründete sich der Verband Deutscher Wandervögel (VDW), eine Interessengemeinschaft aus den beiden größten Bünden AWV und DB, der sich im Laufe des Jahres neben weiteren Bünden im März auch der Steglitzer e. V. anschloss.  Viele DB- und AWV-Ortsgruppen schlossen sich eigenmächtig zu geeinten Ortsgruppen zusammen, auch wenn auf einem gemeinsamen Bundestag vom 8. bis 10. April 1911 in Marburg keine inhaltlichen Einigungen zum Mädchenwandern, zur Abstinenzfrage und zur Ausdehnung der Bünde auf Volksschüler erzielt wurden. Die Bundesleitungen standen diesen Zusammenschlüssen machtlos gegenüber.
Eher inoffiziell war auch die Gründung des Wandervogel e. V., Bund für deutsches Jugendwandern (Wandervogel e. V.) im Juni 1912. Der damalige Bundesleiter des DB, König, gab eine Satzung vor und ließ diese ins Vereinsregister eintragen, noch bevor die Gegensatzung des AWV berücksichtigt werden konnte. Daraus ergab sich, dass der AWV niemals offiziell dem Wandervogel e. V. beitrat, obwohl sich zwei Drittel der Ortsgruppen eigenmächtig angeschlossen hatten. Auch der JWV blieb unabhängig von dem großen Einigungsbund, nicht zuletzt aufgrund der Differenzen in der Erwachsenenfrage. Dagegen ging der Steglitzer e. V. nach einem Auflösungsbeschluss vom 29. Dezember 1912 vollkommen im neuen Bund auf. Der DB folgte am 5. Januar 1913 und der Verband deutscher Wandervögel im Februar 1913. Damit hatte sich der zahlenmäßig größte Teil der Wandervögel im Bund Wandervogel e. V. zusammengeschlossen. Sein Vorsitzender wurde am 21. September 1913 der Schuldirektor Edmund Neuendorff.

## Wandel und Bedeutungsverlust: Vom Meißner-Treffen 1913 bis zur Gegenwart

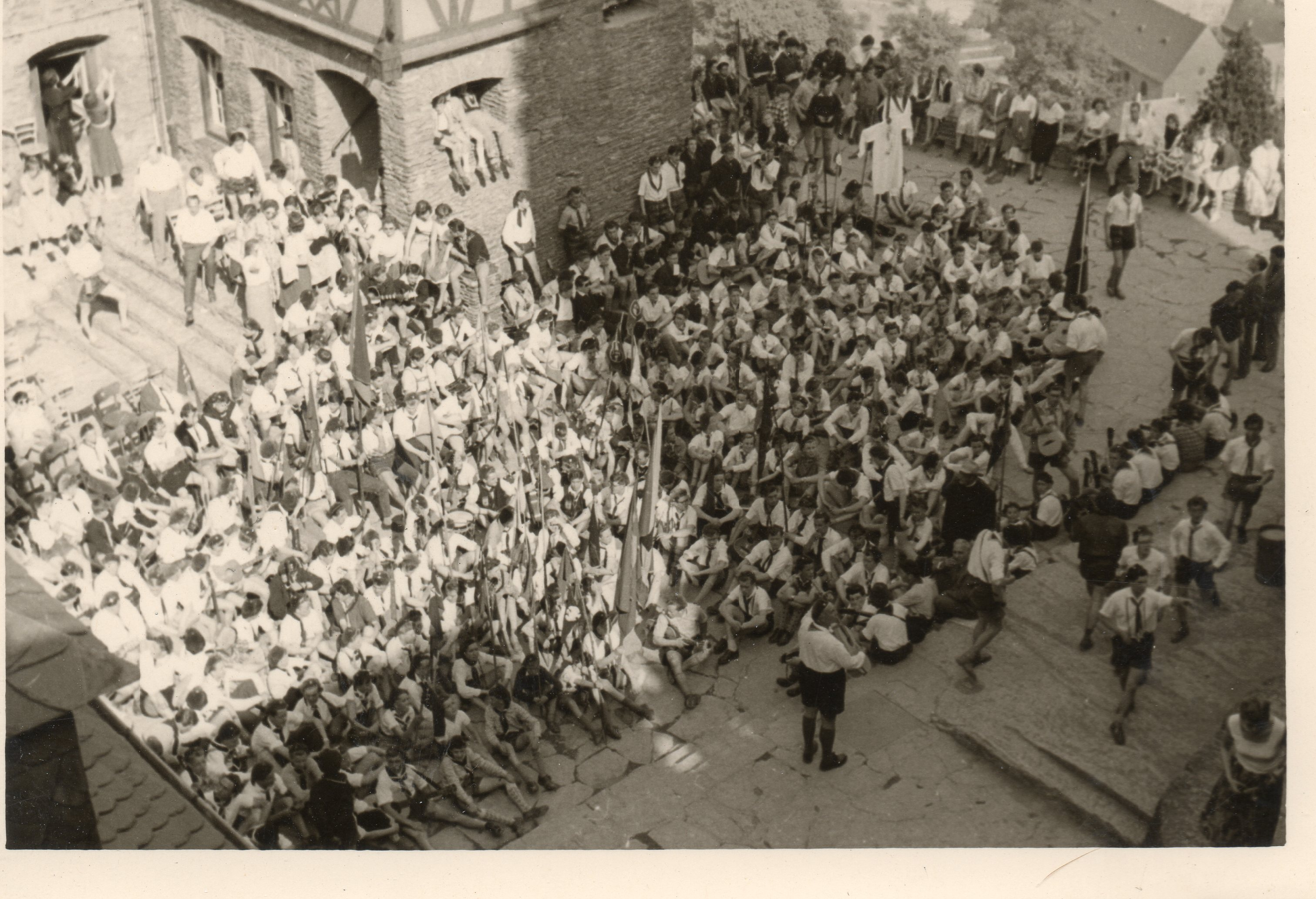
Bundestreffen des Nerother Wandervogels auf Burg Stahleck (Pfingsten 1958)

Auf dem Ersten Freideutschen Jugendtag am 11. und 12. Oktober 1913 auf dem Hohen Meißner bei Kassel trat der Wandervogel e. V. offiziell nicht auf, obwohl er mit dazu eingeladen hatte und viele Vertreter des Bundes an dem Treffen teilnahmen. Offiziell verhielt man sich abwartend gegenüber der Freideutschen Jugendbewegung und kritisierte den Einfluss der Reformer und Lenker auf diese Bewegung.
In einer eigenständigen Gegenveranstaltung der organisierten Jugend setzte man sich bei diesem Treffen ab von den hurra-patriotischen Veranstaltungen des Kaiserreiches zur Hundertjahrfeier der Völkerschlacht bei Leipzig. Mit der in Vorberatungen von den Beteiligten erarbeiteten Meißner-Formel wurde ein spezifisches jugendliches Ideal zum Ausdruck gebracht.
Für die Mitglieder des Wandervogels, die am Ersten Weltkrieg teilnahmen, lässt sich eine Quote von rund 25 % Gefallenen erheben, die damit deutlich höher lag als die Quote von 15 % aus der Gesamtheit der deutschen Soldaten. Auch die Anzahl der ausgesprochenen Beförderungen lag mit 2200 Ernennungen zu Unteroffizieren und 1900 zu Offizieren erheblich höher.
Insbesondere in und nach dem Ersten Weltkrieg kam es unter Mitgliedern von Wandervogelbewegung und Pfadfindern zu einer Neugruppierung und Vermischung. Daraus entstand in einer zweiten Phase der Jugendbewegung die Bündische Jugend. Zu den eigentlichen Wandervogel-Schwerpunkten, den Fahrten, dem Naturerleben und einer romantisch verklärten Rückbesinnung auf eine als ursprünglich empfundene Volkskultur, traten in der Bündischen Jugend vermehrt gesellschaftliches und politisches Engagement hinzu.
Zugleich führte das Kriegserlebnis zu einer Spaltung innerhalb der Bewegung, die in der Nachkriegszeit den Niedergang des Wandervogels und den Übergang zur Bündischen Jugend begünstigte. Die überlebenden Wandervogelführer der Kriegergeneration wurden von den jüngeren Mitgliedern, die zu jung für eine Kriegsteilnahme gewesen waren, aufgrund ihrer Fronterfahrung als Autoritätspersonen anerkannt, wohingegen die älteren Wandervogelführer als Vertreter des alten wilhelminischen und damit für den Krieg und die Niederlage verantwortlichen Systems angesehen und zunehmend abgelehnt wurden. Eine Hundertschaft aus Mitgliedern des Wandervogels war 1919 für rund ein halbes Jahr in Oberschlesien als Freikorps im Kampf gegen polnische Truppen aktiv.
Nach dem Ersten Weltkrieg formierten sich verschiedene deutschnationale, aber ansonsten strömungsübergreifende Älterenorganisationen des Wandervogels. Den Anfang machte im August 1919 auf Burg Lauenstein der Jungdeutsche Bund. An Pfingsten 1920 gründete sich der gemäßigt nationalistische Kronacher Bund, der sich als Fortsetzung des Feldwandervogels der aktiven Kriegsteilnehmer verstand, bald aber auch Frauen aufnahm sowie ältere Wandervögel, die nicht Kriegsdienst geleistet hatten. Im August 1920 schlossen sich bereits bestehende Gilden studierender männlicher Wandervögel zur Deutsch-Akademischen Gildenschaft zusammen. Der Kronacher Bund war für den gesamten Wandervogel und auch für andere, insbesondere politisch rechts stehende Teile der Jugendbewegung durch seine Zeitschrift Der Zwiespruch wichtig. Seine Leserschaft schätzte der Bund selbst im Jahr 1921 auf rund 40.000 Personen.
Bei den jüngeren, aktiven Wandervögeln setzten sich in den folgenden Jahren die Ideen der Bündischen Jugend durch. Im August 1919 wurde Ernst Buske auf dem Lauensteiner Bundestag zum Bundesleiter des Alt-Wandervogels gewählt. Er leitete einen tiefgreifenden Umbau des Wandervogels ein, mit dem ein engerer Zusammenschluss der Mitglieder entsprechend dem bündischen Ideal eines Ordens und Lebensbunds angestrebt wurde. Mit der Abschaffung des Freundes- und Elternrats und dem Ausschluss aller Mitglieder ab dem Alter von 21 Jahren, mit Ausnahme von Gruppenleitern, wurde zunächst der Einfluss Älterer massiv beschnitten. Auf Betreiben Buskes spaltete der Bundestag in Bad Sachsa im April 1920 den deutlich kleineren Mädchenbund von dem fortan ausschließlich männlichen Wandervogel ab. Eine kleinere Gruppe mit Schwerpunkt im Rheinland, die weiter koedukativ bleiben wollte, spaltete sich unter dem Namen Deutsch-Wandervogel ab. Dieser schloss sich 1928 dem Jungnationalen Bund an. Durch die beiden Beschlüsse von 1919 und 1920 verlor der Alt-Wandervogel nahezu die Hälfte seiner rund 6000 Mitglieder.
Im größeren Wandervogel e. V. trat Bundesführer Neuenhoff 1920 von seinem Amt zurück. In den folgenden Jahren verselbstständigten sich die Landesverbände des Vereins immer mehr, so dass 1922 auch die formale Auflösung folgte. Die Vielzahl der Folgeorganisationen und Zusammenschlüsse vollzogen meist die Entwicklung des Alt-Wandervogels nach: Mädchenorganisationen wurden abgespalten, die Ideen von Lebensbund, elitären „Orden“ und charismatischen Führerpersönlichkeiten ausgebaut. Vergleichbar erfolgte Ende 1919 die Abspaltung der Gruppe Die Geusen, Jungvölkischer Bund von den Fahrenden Gesellen, der 1909 gegründeten Wandervogel-Organisation des Deutschnationalen Handlungsgehilfen-Verbands. In diesem Fall gab es wenig ideologische Differenzen mit den bereits nationalistisch ausgerichteten Fahrenden Gesellen. Vielmehr stand das Bedürfnis nach einem engeren Lebensbund im Blickpunkt. Mit maximal 2000 Mitgliedern blieben die Geusen eine kleinere Gruppierung. Um Unterschied zu den übrigen „bündischen“ Wandervogelgruppierungen blieben sie koedukativ und offen für einen breiten Mitgliederkreis.
Eine Minderheit der Gaue des Wandervogel e. V. blieb eigenständig, koedukativ und stärker an einer breiten Mitgliederschaft und am unpolitischen Wandern als an der Herausbildung und ideologischen Formung einer Elite interessiert. Dies betraf vor allem die Gaue Nordmark und Hessen. Diese Organisationen schlossen sich 1923 zum Bündnis freier Wandervogelgaue zusammen und agierten von 1925 an wieder unter dem Namen Wandervogel e. V.
Im August 1923 schlossen sich die inzwischen offen bündischen Gruppen Alt-Wandervogel, „Wandervogel, Wehrbund Deutscher Jugend“, Wandervogel-Jungenbund und Schlesischer Wandervogel-Jungenbund im Rahmen des Fichtelgebirgstreffens der Bündischen Jugend zum „Wandervogel, Deutsche Jungenschaft“ zusammen. Dessen Leitung übernahm kurz darauf Buske, der die Umbenennung zu „Alt-Wandervogel, Deutsche Jungenschaft“ durchsetzte. Weil sich parallel auch die zersplitterten Pfadfinder wieder zu integrieren begannen, fürchtete Buske deren Dominanz innerhalb der Bündischen Jugend. Er kam dem durch die Gründung der Deutschen Freischar Anfang 1926 zuvor. Diese vereinigte die bündischen Pfadfinder, den neuen Alt-Wandervogel und den neuen Wandervogel e. V. Damit waren die größeren Wandervogelorganisationen auch organisatorisch in die Bündische Jugend aufgegangen. Mehrere kleinere Wandervogelgruppen schlossen sich, ebenso wie weitere Jugendorganisationen, in den folgenden Jahren der Deutschen Freischar an.
In einem 1928 verfassten Beitrag zur Wandervogelkultur skizzierte der Pädagoge Erich Weniger auch Merkmale eines Wandels im äußeren Erscheinungsbild der Gruppen, die auf Fahrt gingen:

„Vieles, was als ‚zünftig‘ für alle Zeiten festzustehen schien, hat sich allmählich und für viele unmerklich gewandelt, die Jugendherberge hat das Heulager und Zelt abgelöst, in der Kleidung ist man von wahllos romantischer Buntheit über allerlei Stilexperimente zu sachlicher Schlichtheit gekommen, die eigentümlich aufgelöste Form des Tippelns – die weit auseinandergezogene Gruppe […], von Ferne an den Zug von Wildvögeln erinnernd und ein merkwürdiges Ineinander von trotzigem Individualismus und von selbstverständlicher Gebundenheit – ist unter dem Einfluß der Pfadfinder, aber wohl aus tieferen Notwendigkeiten heraus, abgelöst durch die geschlossene, marschierende Gruppe mit dem vorausgetragenen Wimpel.“

Zwischen 1933 und 1935 wurden die verbliebenen Wandervogelbünde, ebenso wie die anderen Gruppierungen der Bündischen Jugend und die Jungenschaftsgruppen, von den Nationalsozialisten verboten, unterdrückt und in die Hitlerjugend überführt (Gleichschaltung).
Nach dem Zweiten Weltkrieg entstanden viele dieser Gruppierungen neu; einige existieren noch heute. Die ausstrahlende Bedeutung der Wandervogelbewegung vor dem Ersten Weltkrieg war und ist ihnen aber nicht beschieden. Größere noch aktive Bünde sind der Nerother Wandervogel und der Zugvogel – deutscher Fahrtenbund mit jeweils mehreren hundert Mitgliedern.

## Wandervogel in Österreich

### Geschichte des Österreichischen Wandervogels
Der Österreichische Wandervogel (ÖWV) wurde 1911 vom Studenten Hans Mautschka (1888–1914) gegründet, welcher Verbindungen zum deutschen Wandervogel hatte. Seinem Aufruf zum Gründungstreffen des ÖWVs folgten 41 Studenten aus Böhmen und Wien. Die offizielle, vereinsrechtlich gültige Versammlung erfolgte am 30. Juni 1911 in Wien unter dem Namen: „Österreichischer Wandervogel, Bund für deutsches Jugendwandern“. Bundeszeichen wurde der bis heute verwendete silberne Greif auf blauem Grund. Schon bald erlebte der ÖWV starken Zulauf; er gliederte sich in Ortsgruppen, nicht nur in Deutschösterreich, sondern auch in anderen Teilen der Habsburger Monarchie, besonders in Böhmen.
Die Programmatik des ÖWV basierte zu einem Gutteil auf der Ablehnung der traditionellen bürgerlichen Werte in der späten Monarchiezeit. Die Wandervögel wollten ihr Leben einfach, gesund und naturbezogen gestalten, sich abseits von gesellschaftlichen Konventionen kleiden und frei von Suchtmitteln sein. Der Genuss von Alkohol, Nikotin und sonstigen Drogen war im ÖWV seit jeher verpönt. Im Wandern, im gemeinsamen Singen, in der Literatur, im Volkslied und -tanz sowie oft auch im Laienspiel wollten sie ihre kulturellen Wurzeln finden. Interesse und Offenheit gegenüber anderen Kulturen fanden im Liedgut und in Auslandsfahrten ihren Ausdruck.
Allerdings folgte der ÖWV der vor dem Ersten Weltkrieg herrschenden politischen Hauptströmung und orientierte sich dementsprechend deutschnational und antisemitisch. So wurde der Beitritt von Juden, „Slaven“ und „Welschen“ im Jahr 1913 untersagt. Jede parteipolitische Bindung wurde jedoch abgelehnt. Schon von 1936 bis 1937 war der ÖWV verboten, weil der Austrofaschismus ein klares Bekenntnis zur Parteilinie forderte. Am 12. März 1938 wurde der ÖWV von der Reichsjugendführung erneut aufgelöst; ein allerletzter Umzug in Wien wurde von der Hitler-Jugend überfallen.
1947 erfolgte die offizielle Neugründung des ÖWV als eingetragener Verein. Während unter den Angehörigen der Zwischenkriegszeit oft die alten deutschnationalen Denkmuster weiter wirkten, schlossen sich 1953 einige Jugendgruppen der neuen Generation zum Jungen Bund im ÖWV zusammen, wo die deutschnationale Orientierung mehr und mehr zu einer Randerscheinung wurde.
Im Laufe der 1960er Jahre kam es zunehmend zu offenen weltanschaulichen Auseinandersetzungen zwischen Vertretern der älteren Generation und aktiven jungen Mitgliedern. Viele jugendliche Wandervögel standen unter den Einflüssen der 68er-Bewegung und legten Wert auf eine klare Abgrenzung und Distanzierung gegenüber jeglichen rechtsgerichteten Relikten.
1969 organisierte der Österreichische Wandervogel das Europolislager am Michelberg nördlich von Wien, an dem Jugendgruppen aus vielen europäischen Ländern teilnahmen. In den folgenden Jahrzehnten engagierten sich viele Mitglieder in der Umweltbewegung, der Anti-Atomkraft-Bewegung und der Friedensbewegung. So fanden gruppeninterne Ausflüge zu den Demonstrationen gegen das Atomkraftwerk Zwentendorf (1977/78) und den Bau des Wasserkraftwerks im Reichraminger Hintergebirge (1984), der Besetzung der Hainburger Au (Dezember 1984) und gegen die Wiederaufarbeitungsanlage Wackersdorf (1986) statt.
Im Zuge der Vorbereitung zum 100-jährigen Jubiläum gab es erneut Auseinandersetzungen und Diskussionen um die Vergangenheit. So kam es neben der Überarbeitung der Richtlinien, Statuten und Begrifflichkeiten 2011 zur generationsübergreifend ausgearbeiteten Kefermarkter Erklärung, einer Beschreibung und Befassung mit der 100-jährigen Geschichte.

### Organisation und Aktivitäten
Der ÖWV gliedert sich in drei Kreise, von denen der „Junge Wandervogel“ den aktiven Kernbereich bildet. Daneben gibt es den „Familienkreis“ und den „Sing- und Wanderkreis“ der älteren Generationen. Der „Junge Wandervogel“ besteht aus ca. 80 aktiven Mitgliedern im Alter von 8 bis 26 Jahren, die sich in regionalen Mädchen-, Burschen- oder auch gemischten Gruppen organisieren. So wie die Gruppen von Gleichaltrigen geleitet werden, wird auch die Organisation von Lagern, landesweiten Aktionen und Fahrten ins Ausland von den Mitgliedern (ohne Hilfe von Erwachsenen) übernommen. Dadurch lernen die Jugendlichen, Verantwortung zu tragen, sich aktiv einzubringen und ihre Ideen und Vorstellungen umzusetzen, die im Alltag keinen Platz haben. Ebenso wichtig wie die Selbständigkeit und die Eigenheiten jeder Person ist im WV das Leben in und mit der Gemeinschaft, in der man auch engen Kontakt mit anderen Altersgruppen hat.
Das Zusammenleben gestaltet sich nach folgenden Interessen und Vorstellungen (gemäß der Meißnerformel von 1913):
- selbstständig sein, selbstständig denken und Verantwortung für sich selbst und andere übernehmen
- die Umwelt aktiv erleben und die Natur achten und schützen
- als Gemeinschaft religiös und politisch unabhängig sein
- die Freizeit ohne Nikotin, Alkohol oder anderen Drogen gestalten
- durch einen einfachen und billigen Lebensstil dem allgemeinen Konsumrausch einen Kontrapunkt setzen
- jedes Mitglied unabhängig von Alter und Geschlecht in seiner Einzigartigkeit wahrnehmen und gleichberechtigt an Entscheidungsprozessen teilhaben lassen.

Inwieweit dies jeder Einzelne in seinem Privatleben umsetzt, bleibt ihm und ihr überlassen.
Neben circa vierteljährlichen gesamtösterreichischen Lagern gibt es gruppeninterne Wanderungen, Fahrten und Treffen, außerdem Volkstanzfeste, Musikwochen, Segeltörns und alle drei Jahre eine mehrwöchige Großfahrt ins Ausland. Das Lager- und Fahrtenleben gestaltet sich möglichst einfach und naturbezogen. Geschlafen wird unter freiem Himmel und in Kohten und Jurten; gekocht wird auf offenem Feuer.

## Wandervogel in der Schweiz
Der Wandervogel in der Schweiz wurde 1907 als „Wandervogel. Schweizerischer Bund für alkoholfreie Jugendwanderungen“ gegründet, der vor 1918 mit 1500 Mitgliedern seine größte Verbreitung erreichte. Formell wurde die Bewegung 1955 aufgelöst. Bundesobmann des Wandervogels von 1919 bis 1921 war Fritz Baumann. Er ist auch der Autor einer Geschichte des Wandervogels in der Schweiz. Das Archiv des Wandervogels befindet sich im Schweizerischen Sozialarchiv in Zürich.

## Wirkungsgeschichte des Wandervogels
Bereits zu einem sehr frühen Zeitpunkt, 1912, hat Hans Blüher unter dem Titel „Wandervogel. Geschichte einer Jugendbewegung“ mit starken persönlichen Akzenten eine erste Bilanz der Wandervogelbewegung vorgelegt, in der nicht nur der „Aufgang“, sondern auch bereits ein „Niedergang“ der Bewegung thematisiert wurde. Der Erste Weltkrieg bedeutete für die Wandervogelbewegung dann tatsächlich eine Zäsur hin zu etwas Neuem.
Als wirkungsgeschichtlicher Rückblick und programmatischer Ausblick in einem ist zu verstehen, was 1920 der Altwandervogel Ernst Buske in der Übergangsphase der Jugendbewegung von der Wandervogel- zur bündischen Zeit geschrieben hat. Buske, der späterhin als Bundesführer der Deutschen Freischar den nach Mitgliederzahl wichtigsten Jugendbund der Weimarer Zeit leitete, sah im Wandervogel vor allem ein wertvolles Bindeglied zwischen dem Individuum und seinem natürlichen und gesellschaftlichen Umfeld:

„Wen es jahraus, jahrein, Sonntag für Sonntag und in den Ferien auch für mehrere Wochen aus Unnatur und Zwang, aus Hast und Gier des lebenstötenden Stadtgetriebes hinaus in die ewigjunge, spannungauslösende Natur getrieben hat, wer durch das geheimnisvolle Weben eines Sommermorgens  im steilen Walddom geschritten ist, wer über blühende Heide bei totenstiller Mittagszeit durch flimmernde Sonnenstäubchen wanderte, wer auf ragender Bergeshöh oder am rauschenden Meer oder auf stiller Schneehalde die Sonne sinken sah, wer aus dumpfem Gemäuer verfallener Burgen zum sternenübersähten Nachthimmel aufschaute, wer, wenn das Sonnwendfeuer allmählich verglommen, über den Bergen das Frührot aufsteigen sah – wer so sich selbst als Teil der Natur und die Natur als Teil seines Selbst fühlt, der ist nicht mehr wurzellos wie der Städter, seine Wurzeln senken sich tief hinein in das Land, das er durchwandert, und er umfaßt die Heimat mit seiner ganzen Liebe. – Aber nicht nur das Land, auch seine Bewohner und ihre Art werden dem Wanderer Leben und Erleben. Wer heut beim Bauer, morgen beim Dorfhandwerker, übermorgen beim Förster, Lehrer oder Pfarrer sein einfaches Nachtlager findet, wer heut hier am Herd sitzt und sich von der freundlichen Großmutter von alten Sagen und Gebräuchen und wunderbaren Menschenschicksalen erzählen läßt, wer morgen mit der Dorfjugend unter der weitausladenden Dorflinde die alten Volkslieder singt oder in lustigen Reigen sich schwingt, wer übermorgen mit dem Bauern aufs Feld geht und bei dringlicher Arbeit fleißig mit Hand anlegt – wer so mit freundlichem Blick und mit helfender Hand den Menschen begegnet, dem bleiben sie nicht fremd. Und aus dem Verstehen der Menschen, ihrer Art und Arbeit kommt Achtung und Liebe, kommt das tiefe Gefühl des Teilseins, das Bewußtsein eines übernatürlichen Zusammenhangs, in dem wir alle umfangen sind.“

In der Abgeschiedenheit unter Eingeweihten hatte der Wandervogel seine Bräuche entwickelt, unterstreicht Barth. Dann aber wurden sie von der gesamten Jugendarbeit kopiert; nahezu alle Welt ging nun auf Fahrt. Der daraus entstehende Organisationsbedarf verschaffte Erwachsenen mehr und mehr Gelegenheit zur Einflussnahme auf die Bewegung. „So fingen dann auch Parteien an, Jugendabteilungen aufzubauen, nach dem Motto ‚Wer die Jugend hat, hat die Zukunft‘“.
In der Wandervogelbewegung entstand 1909 Der Zupfgeigenhansl (Hrsg. Hans Breuer), eines der einflussreichsten und am weitesten verbreiteten deutschen Volksliederbücher. Das heute weltumspannende Jugendherbergswerk und die Reformpädagogik haben zu einem erheblichen Teil ihre Wurzeln in der Wandervogelbewegung. Ein studentischer Ableger der Wandervogelbewegung ist die 1923 gegründete Deutsche Gildenschaft (siehe auch: Studentenverbindung).
Kritik der zeitgenössischen Öffentlichkeit hatte der Wandervogel im Umfeld einer Affäre mit homosexuellem Hintergrund auf sich gezogen, in deren Mittelpunkt Fürst Philipp zu Eulenburg stand, ein Freund Kaiser Wilhelms II. Denn im Wandervogel gab es, insbesondere nach dem Zeugnis Hans Blühers, homoerotische Tendenzen von nicht näher bestimmbarem Ausmaß, die nun skandalisiert wurden. Die Wandervogel-Verantwortlichen waren zeitweise Schmähreden ausgesetzt, wurden gar als „Päderastenklub“ bezeichnet. Nach vehementer allgemeiner Distanzierung von diesem Vorhalt seitens der meisten Wandervogelführer und -mitglieder verebbte schließlich die Diskussion darum.
In dem Erinnerungssammelband Die Blaue Blume des Wandervogels verteidigte der Schriftsteller Werner Helwig als Zeitzeuge und prominentes Mitglied des Nerother Wandervogels die Bewegung gegen den Vorwurf, dem Nationalsozialismus Vorreiterdienste geleistet zu haben, indem er noch für die Zeit der Weimarer Republik befand: „Abirrungen nach Extrem-Rechts kamen nicht häufiger vor als nach Extrem-Links.“ Wo Einzelne sich in parteipolitischen Engagements versucht hätten, seien sie meist sehr schnell kaltgestellt worden. Der Nationalsozialismus hingegen habe alles in sich aufgesogen, „was irgend den Charakter von Bewegung hatte. […] Die Träger der adoptierten Bewegung wurden ausgerottet, bevor sie sich als Fermente auswirken konnten. Die Formen, die sie mitgebracht hatten, blieben gleichsam sinnentleert übrig …“ Auch Helwig sah die Wirkung dessen, was der Wandervogel in Gang gebracht hatte, hauptsächlich in dem, was er Mitgliedern und Nachfolgern vermittelte und bedeutete:

„Die Jugendbewegung förderte Askese, liebte schlichte Lebensformen, pflegte den Geist der Selbstverantwortung, half die Welt erschließen mit den einfachsten Mitteln. Mied die Hotels, verachtete in einer guten Periode ihrer späten Phase sogar die selbstgeschaffenen Jugendherbergen, schätzte Abhärtungen, schwierige Dichter, Denker, Weltbildrevolutionäre und – auf dem Umweg über das wiederentdeckte Volkslied – strenge musikalische Formen. […] Freuen wir uns der Tatsache, daß es den Wandervogel gab. Denn wer – wann immer er von dessen musischem Bann ergriffen war – wer von uns möchte ihn missen?“

## Gedenken
Eine Gedenktafel zur Gründung des Wandervogels ist am Rathaus Steglitz zu finden, im Steglitzer Stadtpark (im Parkteil zwischen der Sedan- und Klingsorstraße) steht ein Gedenkstein. Eine weitere Gedenktafel wurde in der Steglitzer Südendstraße aufgestellt.

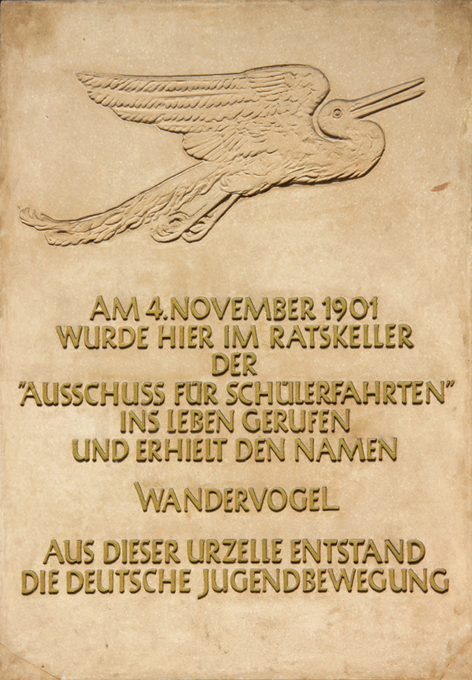
Gedenktafel am Rathaus Steglitz
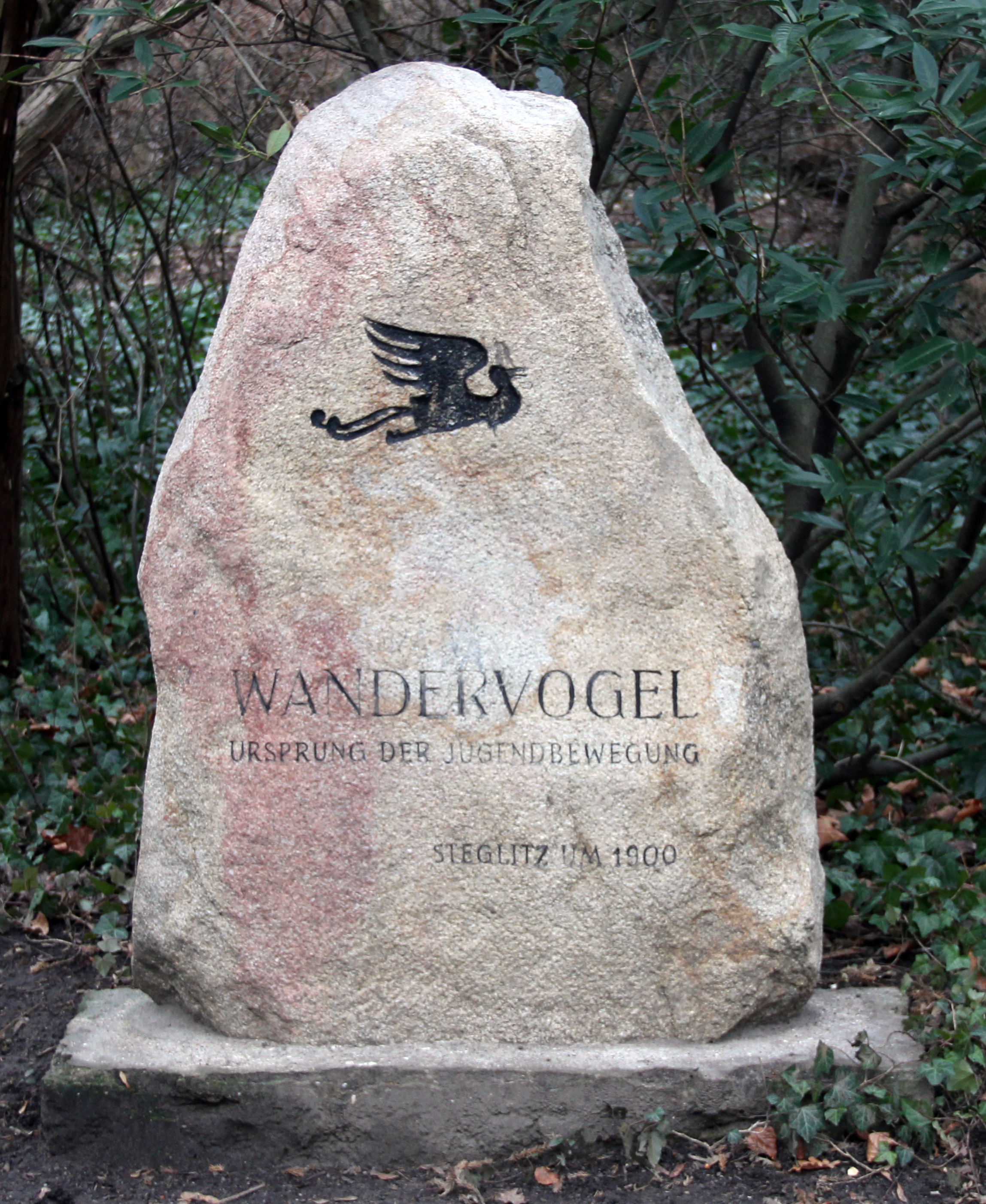
Gedenkstein im Stadtpark Steglitz
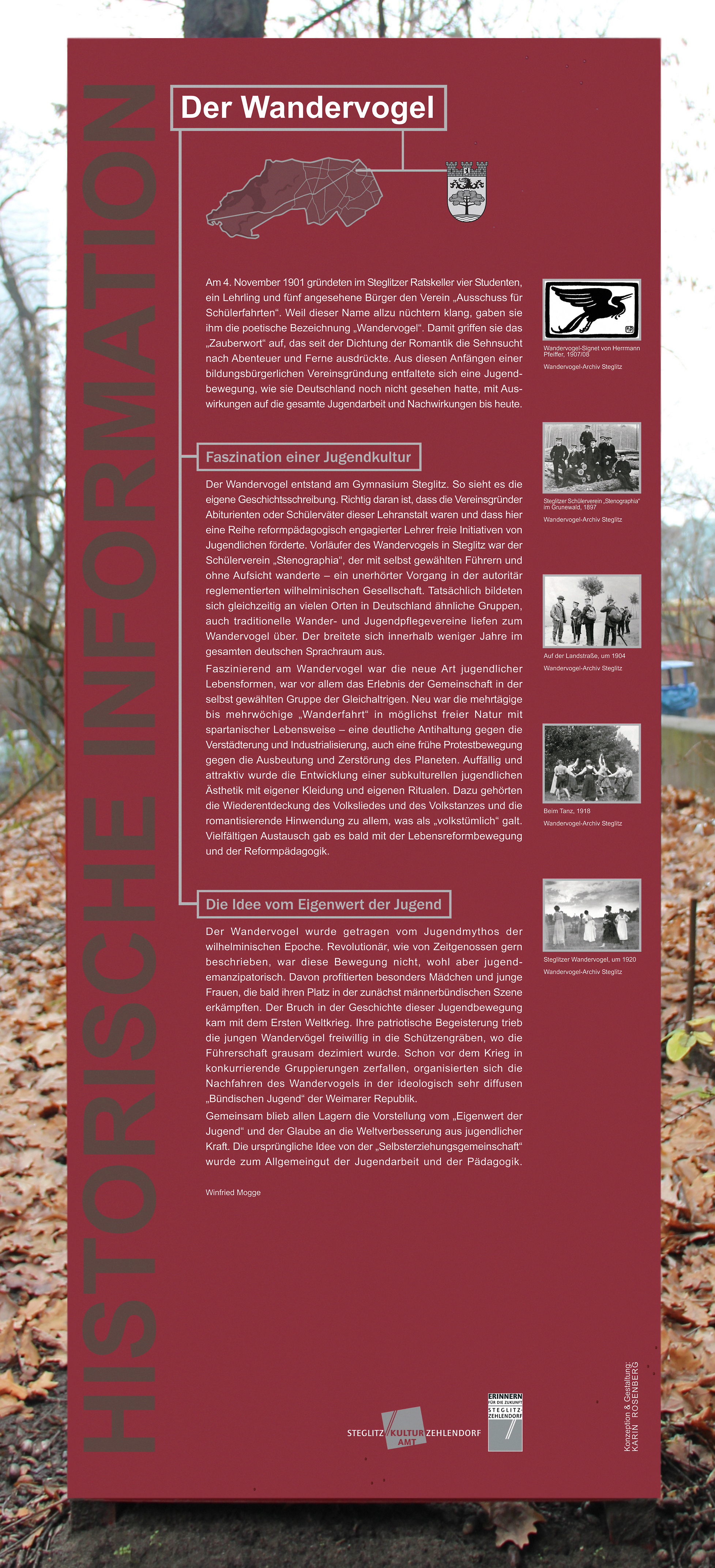
Gedenktafel in der Steglitzer Südendstraße